# Bergsfjord
Bergsfjord är en ort i Loppa kommun i Finnmark fylke i norra Norge. Orten ligger vid fylkesväg 8012, på östra sidan av Bergsfjorden och saknar fast förbindelse. Här finns Bergsfjords kyrka.

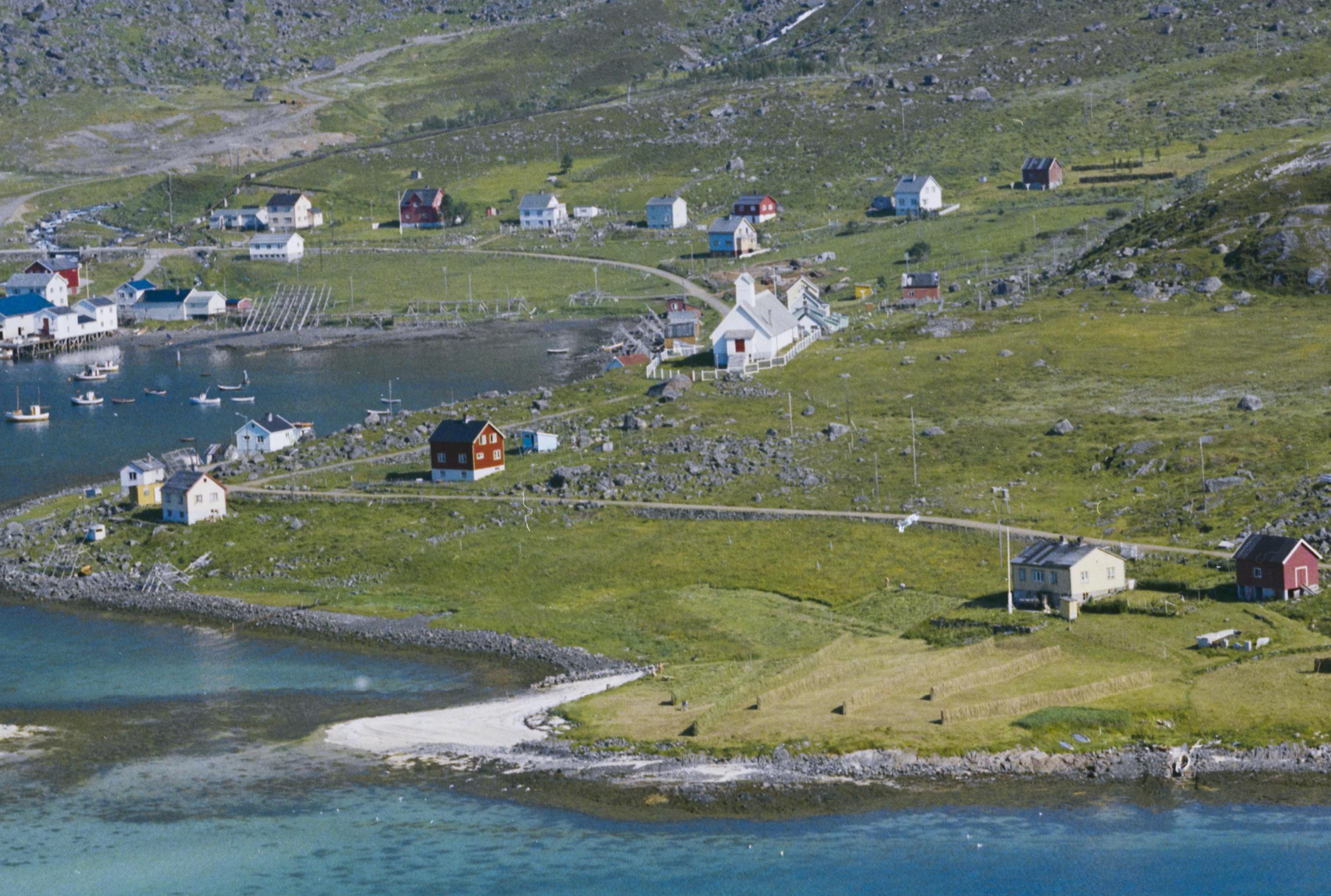
Bergsfjords kyrka.